# Écoute active

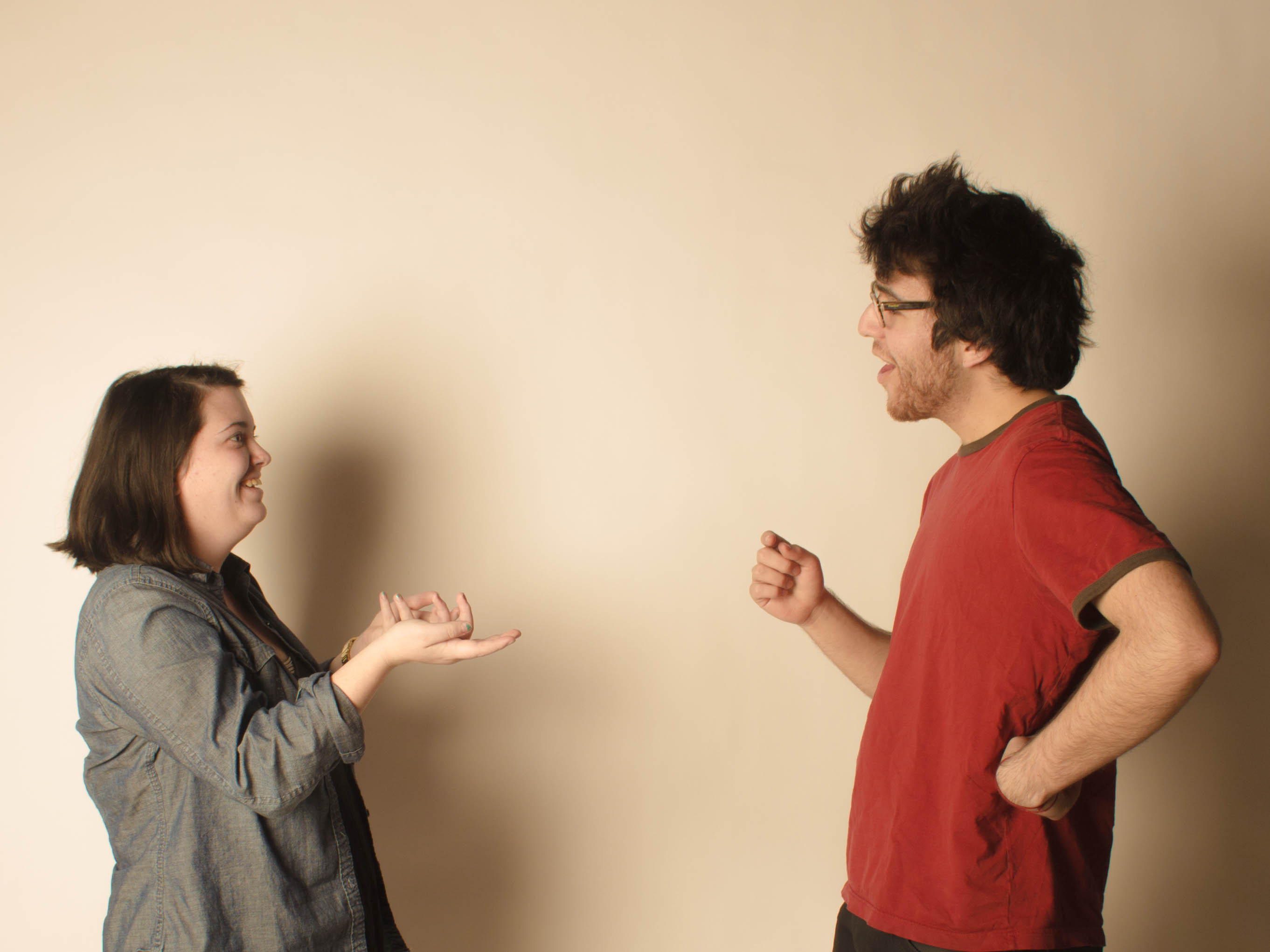
Deux jeunes gens en pleine conversation

L'écoute active est un concept développé par le psychologue Thomas Gordon en 1975 à partir des travaux sur l’approche centrée sur la personne du psychologue américain Carl Rogers. Initialement conçue pour l'accompagnement de l'expression des émotions, elle est mise en œuvre dans des situations de face-à-face où le professionnel écoute activement l'autre. Elle consiste à mettre en mots les émotions et sentiments exprimés de manière tacite ou implicite par l'interlocuteur. L'écoute active diffère de la reformulation en ce qu'elle se propose de décoder la dimension affective généralement non verbalisée.
La Haute Autorité de Santé française considère l’écoute active comme un outil d'amélioration des pratiques professionnelles pour la simulation en santé et la gestion des risques.

## Historique
L'écoute active est un concept développé par le psychologue Thomas Gordon en 1975 à partir des travaux sur l’approche centrée sur la personne du psychologue américain Carl Rogers.

## Description

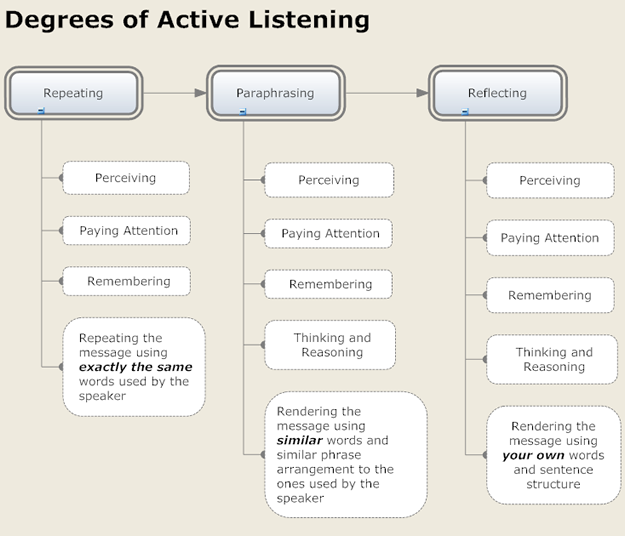
Degrés d'écoute active

La pratique de l’écoute active inclut au moins trois éléments : un intérêt pour le message de la personne qui parle, un arrêt momentané du jugement et l’utilisation de paraphrases pour s’assurer de comprendre, et enfin une interaction à base de questions pour permettre à la personne de verbaliser sur ses pensées, ses croyances ou ses émotions.

## Dans les entretiens d'aide
L'écoute active est initialement une technique d'accompagnement. L'écoute active permet à l'individu, lors de l'entretien d'aide, de le décloisonner de ses difficultés et de le prendre dans son ensemble. En effet, l'écoute active est bien plus qu'une reformulation. Grâce à la bienveillance du récepteur, elle donne à l'émetteur des outils afin qu'il puisse s'exprimer et se dire en tant que sujet de sa situation. L'écoute active représente le point de départ de toute intervention d'aide et permet de voir en quoi et comment nous pouvons aider la personne. Il s'agit, par exemple, de reformuler les propos de son interlocuteur et de lui poser des questions pertinentes afin de l'accompagner et de le pousser plus profondément dans son processus de réflexion.[pas clair]

« Quand j'ai été écouté et entendu, je deviens capable de percevoir d'un œil nouveau mon monde intérieur et d'aller de l'avant. Il est étonnant de constater que des sentiments qui étaient parfaitement effrayants deviennent supportables dès que quelqu'un nous écoute. Il est stupéfiant de voir que des problèmes qui paraissent impossibles à résoudre deviennent solubles lorsque quelqu'un nous entend. »

— Carl Rogers, psychologue humaniste, créateur de l'écoute active, Le Développement de la personne, InterEdition, 1966